# Pedro Grases González
Pedro Grases González (en catalán: Pere Grases i Gonzàlez; Villafranca del Panadés, Barcelona, España, 17 de septiembre de 1909 - Caracas, Venezuela, 15 de agosto de 2004) fue un abogado, historiador, escritor, crítico, bibliógrafo, editor, filólogo, académico y, sobre todo, un docente e investigador académico hispano-venezolano. Se licenció simultáneamente en Filosofía y Letras y en Derecho en la Universidad de Barcelona en 1931 y en 1932 obtuvo el doctorado en estas dos menciones, también simultáneamente, en la Universidad de Madrid. 

## Biografía
Estudió Educación Primaria y Secundaria en el Colegio San Ramón de Peñafort (Penyafort en catalán) de su ciudad natal. 
En sus primeros tiempos, todavía un adolescente, fundó y publicó el periódico Sol Ixent (Sol naciente, entre 1926 y 1927) y colaboró en Acció y Gaseta de Vilafranca, de la que fue codirector, siendo también uno de los fundadores de la revista catalana de vanguardia Hèlix. 
Ejerció como abogado y, desde la proclamación de la Segunda República Española en 1931, fue secretario de Carles Pi i Sunyer, quien trabajaba en el gobierno central en Barcelona, circunstancia que aprovechó para estudiar y obtener, como ya hemos dicho, el grado de Doctor en Filosofía y Letras y en Derecho (1932). Poco después comenzó su carrera docente como catedrático de literatura en el Instituto Escuela de la Generalidad de Cataluña del Parque de la Ciudadela y profesor de lengua árabe en la Universidad Autónoma de Barcelona.
En 1936 emigró a Francia estableciéndose en La Chapelle-aux-Bois, una pequeña población de Los Vosgos y en 1937 se estableció con su familia, en Caracas (Venezuela) hasta su muerte en el 2004 (94 años). Vivió en una casa de la urbanización La Castellana que bautizó con el nombre de Quinta Vilafranca, en recuerdo de su ciudad natal. Obtuvo la nacionalidad venezolana en 1954. En Venezuela dedicó su trabajo más fecundo y provechoso a sus dos grandes pasiones: la docencia y la investigación académica. En el campo de la docencia se había iniciado en Barcelona y se continuó unos años después en Venezuela en la Enseñanza Media () pasando casi inmediatamente a las Universidades (Instituto Pedagógico Nacional, Universidad Central de Venezuela, donde fue catedrático - fundador de la Facultad de Filosofía y Letras, la Universidad Católica Andrés Bello y la Universidad Metropolitana de Caracas (). 
Estudió y revalorizó figuras como Andrés Bello o Simón Bolívar, y publicó numerosos trabajos y monografías, así como numerosos estudios sobre la historia del periodismo, de la imprenta y de la bibliografía venezolanas. Paralelamente, colaboró activamente con el Centro Catalán de Caracas. En 1976 dio su biblioteca particular (unos 65.000 volúmenes, que fue incrementando posteriormente) a la Universidad Metropolitana de Caracas, que construyó un edificio docente que lleva su nombre, como también lleva su nombre la Biblioteca de dicha Universidad. 
Formó parte de numerosas academias americanas y europeas y recibió honores y condecoraciones de gran prestigio, entre los cuales se pueden citar el título de doctor honoris causa de las universidades de Los Andes en Mérida, la de Santiago de Chile, la de San Marcos de Lima, la Universidad de Miami en Coral Gables, (Florida) y la Universidad de Barcelona. El Amherst College de Massachusetts creó en 1982 el Pedro Grases Prize para estudiantes de lengua y cultura hispánicas.  

The Pedro Grases Prizes for Excellence in Spanish is given by a member of the Class of l939 to honor a great teacher and cordial scholar.  It is awarded each year to that senior who has shown the greatest progress in the ability to read Hispanic literature with insight and to write and speak Spanish with intelligence and humane sensitivity
Amherst College - Senior Prizes and Awards 2016. Pedro Grases Prize

En 1992 formó parte de la Comisión América y Cataluña, desde donde impulsó el Diccionari dels Catalans d'Amèrica (1992) con Prócoro Hernández Aguilar y Albert Manent. Siempre mantuvo contacto con Cataluña, a través de estudios de diversas publicaciones, especialmente de orden bio-bibliográfico, animación y promoción de estudios de temática catalana. Por este motivo en 1982 recibió la Cruz de San Jorge de la Generalidad de Cataluña.
Pero su obra más densa, fructífera y continuada la realizó en Venezuela donde residió más de 65 años, obteniendo la nacionalidad venezolana en 1954.

## Cargos y comisiones de trabajo en Venezuela y otros países americanos

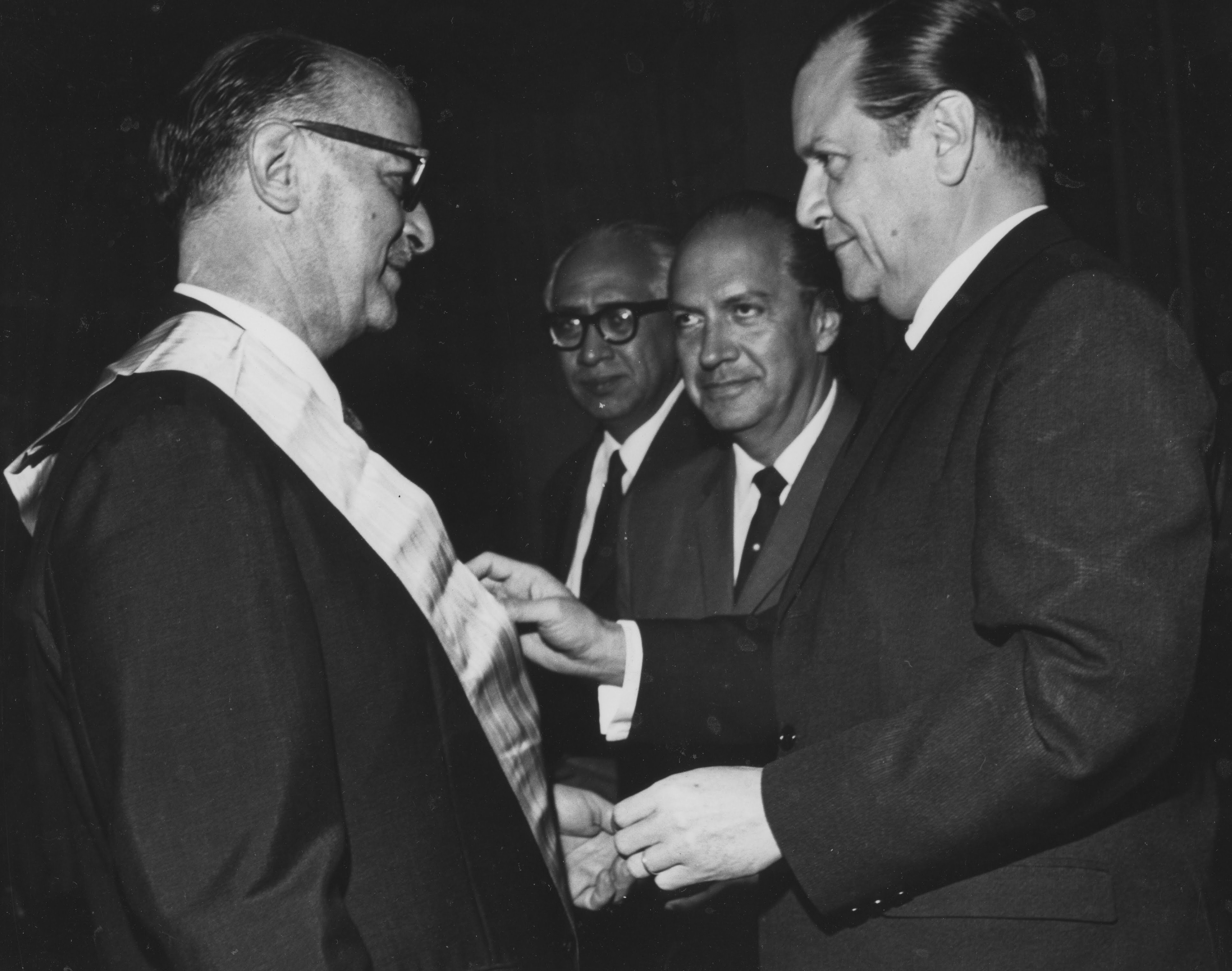
El 9 de abril de 1969 el entonces presidente de Venezuela, Rafael Caldera, le otorgó a Grases la Orden Francisco de Miranda.

### En instituciones públicas
- Jefe de la Oficina de Bibliografía Venezolana de la Biblioteca Nacional (1943-1948).
- Jefe del Departamento de Castellano del Instituto Pedagógico Nacional (1947).
- Secretario de la Comisión Editora de las Obras completas de Andrés Bello (1948-1978).
- Miembro de la Junta Directiva del Colegio América (1952-1955).
- Consultor Bibliográfico de Venezuela en la Biblioteca del Congreso de Estados Unidos (1954).
- Director interino del Instituto de Filología de la Universidad Central de Venezuela (1955-1956)
- Secretario de la Comisión Técnica Asesora de las Obras completas de Rafael María Baralt (1956-1957).
- Director de la Escuela de Biblioteconomía y Archivología de la Universidad Central de Venezuela (1957-1958)
- Secretario de la Comisión Editora de las Obras escogidas de Agustín Codazzi (1958).
- Asesor técnico de los Escritos del Libertador (1962-1976).
- Secretario del Comité de Ediciones Culturales y Económicas del Cuatricentenario de Caracas (1963-1968).
- Coordinador de la colección Historia de las finanzas públicas de Venezuela en el siglo XIX (1969-1981).
- Asesor general de la Fundación La Casa de Bello (1977-2001)
- Miembro de la Comisión Catalana del Quinto Centenario del Descubrimiento de América (1985).
- Miembro del Consejo Asesor de la Fundación Congrés de Cultura Catalana (1993), entre otros.

### En instituciones privadas
- Consejero de la Fundación Eugenio Mendoza (1952-1988) y Presidente del Comité de Cultura (1978-1988)
- Miembro del Consejo Consultivo del Diccionario de Historia de Venezuela, Fundación Polar (desde 1983), entre otros.

Fuente: Fundación Pedro Grases: Vida y legado

## Obras
La mayoría de sus obras se encuentran reunidas en más de 20 tomos con un promedio de 400-500 páginas cada uno, con índices bibliográficos, en una edición monumental de sus Obras completas. De dicha recopilación, se hizo una lista de 694 obras que están digitalizadas y pueden conseguirse a través de la Universidad Metropolitana de Caracas.
- Andrés Bello, el primer humanista de América (1957)
- Estudios bibliográficos (1961)
- Hores de joventut i maduresa (1975)
- GRASES, Pere (Pedro). "Fèlix Cardona i Puig. Mite i realitat al cor d’Amèrica del Sud (Assaig d’interpretació personal)". Caracas: Terra Ferma, Patronato de Cultura del Centro Catalán de Caracas. Ayuntamiento de Malgrat, Generalidad de Cataluña, Instituto Catalán de Cooperación Iberoamericana, Instituto Municipal de Historia del Ayuntamiento de Barcelona. Imprimido en ROMARGRAF, S. A., Hospitalet de Llobregat, 1983. Citado en: Francisco Escamilla Vera:.[8]